# Jo Yŏn Jun
Jo Yŏn Jun (kor.: 조연준; ur. 28 września 1937) – północnokoreański polityk. Ze względu na przynależność do najważniejszych gremiów politycznych Korei Północnej, uznawany za członka ścisłej elity władzy KRLD. 

## Kariera
Jo Yŏn Jun urodził się 28 września 1937 roku w powiecie Kowŏn w prowincji Hamgyŏng Południowy. Absolwent, a także wykładowca ekonomii politycznej Uniwersytetu im. Kim Ir Sena. W karierze partyjnej pełnił funkcje kierownicze na poziomie prowincji – był między innymi szefem Wydziału Organizacyjnego komitetu prowincjonalnego Partii Pracy Korei w prowincji Hamgyŏng Południowy.
Podczas 4. Konferencji Partii Pracy Korei 11 kwietnia 2012 roku został wybrany zastępcą członka Biura Politycznego KC.